# Александър Кутепов
Александър Павлович Кутепов (на руски: Александр Павлович Кутепов) е руски военачалник, генерал от пехотата (1920). Един от най-известните и активни участници в Бялото движение. През 1921 – 1922 г. живее в България. От 1928 до 1930 г. е председател на Руския общовоински съюз. На 26 януари 1930 г. е похитен от съветските тайни служби и загива.

## Биография
Роден е на 16 септември по стар стил/28 септември по нов стил през 1882 г. в град Череповец, Новгородска губерния, в семейството на дворянина Константин Тимофеев и съпругата му Олга Андреевна. През 1890 г. баща му умира и след 2 години майка му се омъжва за дворянина Павел Александрович Кутепов, който осиновява децата ѝ от първия брак. Завършва Санктпетербургското пехотно юнкерско училище и на 9 август 1904 г. е произведен в чин подпоручик в 85-пехотен Виборгски полк. Участва в Руско-японската война, отличава се в боевете неколкократно и е награден с ордени.
През 1907 г. е произведен в чин поручик, а през 1911 г. в щабскапитан.
Участва в Първата световна война, командвайки първоначално 4-та рота на Лейбгвардейския Преображенски полк, а след това батальон в същия полк. Отличава се в боя на 27 юли 1915 г. при село Петрилово в Ломжинска губерния, повеждайки успешна контрааатака, в резултат на която немското настъпление бива задържано за няколко часа. Въпреки че е ранен, щабскапитан Кутепов не напуска боя. За храбростта и своевременно проявената инициатива командването го награждава с орден Свети Георги 4-та степен. През 1916 г. получава Георгиевско оръжие и предсрочно е произведен в полковник.
Следва доста важен епизод в неговата биография – в началото на 1917 г. той се намира в отпуск в Петроград, където става свидетел на Февруарската революция. На 27 февруари по стар стил/12 март по нов стил 1917 г. командващият Петроградския военен окръг генерал Хабалов го назначава за командир на наказателен отряд, по този начин той става единственият старши офицер, опитал се да окаже ефективна съпротива на въстаниците. Но неговият отряд не е поддържан от никоя от останалите воински части, а и част от намиращите се под негово разпореждане офицери не проявяват никакво желание да воюват за монархията. Поради своята малочисленост, отрядът не е в състояние да окаже въздействие на по-нататъшния ход на събитията и е принуден да прекрати съпротивата. През 1918 г. Кутепов заповядва да разстрелят Тимофей Кирпичников, унтерофицерът, който фактически започва революцията, убивайки своя началник капитан Лашкевич.
След победата на Февруарската революция полковник Кутепов се връща на фронта. От 27 април командва Лейбгвардейския Преображенски полк, една от малкото военни части в Руската императорска армия, съхранили боеспособност в условията на антивоенна агитация. За особени отличия в щиковия бой при село Мшана по време на Юнската офанзива Александър Павлович е представен за награждаване с орден Свети Георги 3-та степен, но не го получава поради идването на власт на болшевиките. През декември 1917 г. за да спаси честта на полка, издава заповед за разформироването му, съхранявайки знамето му и бойните му регалиии.
След това полковникът се отправя към Дон и на 24 декември се присъединява към Доброволческата армия. До януари 1918 г. заема поста командир на гарнизона на Таганрог, като същия месец на 2 пъти разбива Червените части на Рудолф Сиверс при Матвеев курган. Участва в Първия Кубански поход, командвайки първо 3-та рота на 1 Офицерски полк, а на 30 март по стар стил 1918 г. става командир на Корниловския полк. През юни 1918 г. взема участие във Втория Кубански поход, сменяйки загиналия генерал Сергей Марков на поста командир на Първа пехотна дивизия. През юли става командир на 1-ва пехотна бригада на същата дивизия. След превземането на Новоросийск през август е назначен за Черноморски военен губернатор, а на 12 ноември 1918 г. е произведен в чин генерал-майор.
От януари 1919 г. Кутепов командва 1-ви армейски корпус на Въоръжените сили на Южна Русия – ВСЮР. По време на Харковската операция се проявява като волеви командир, за което на 23 юни/6 юли 1919 г. е произведен в генерал-лейтенант. В Московския поход на ВСЮР 1-ви армейски корпус играе централна роля. До октомври частта успява да завземе Воронеж и Курск, но Червените съсредоточават на това направление всички налични сили. Кутепов трябва да завземе Орел и същевременно да се насочи към Кром, за да удари излязлата в тила му ударна групировка на противника. Същевременно в тила на Белите започват селски въстания и началник-щабът на ВСЮР генерал Романовски спешно снема части от фронта за потушаването на тези вълнения. На 13 октомври 1919 г. Корниловската дивизия завзема Орел, но така и не успява да разбие мощната групировка на Червената армия под Кром. На 20 октомври Орел е оставен. Впрочем никой не вини военачалника за това поражение.
Кутепов продължава да командва корпуса и при отстъплението от Орел до Новоросийск. Въпреки значителните загуби успява да съхрани боеспособността на Корниловската, Марковската, Дроздовската и Алексеевската дивизии. През март 1920 г. пристига в Крим и е назначен от барон Пьотър Врангел за командир на 1-ви армейски (Доброволчески) корпус в Руската армия. Начело на частта участва в боевете в Северна Таврия. На 4 септември 1920 г. е назначен за командващ 1-ва армия. През ноември 1920 след поражението на Белите напуска Крим. Участва в Галиполийското седене в 1920 – 21, командвайки 1-ви армейски корпус. На 20 ноември/3 декември 1920 е произведен от Врангел в чин генерал от пехотата. От декември 1921 начело на частите на корпуса пребивава в България.
България посреща радушно Руската армия. В София представители на Българската армия и обществеността честват с банкет генералите Кутепов и Ф. Абрамов – командир на Донския корпус. Съхранявайки своята войскова организация, руските войски постепенно преминават на трудово положение. Постъпват във фабриките, заводите и мините. Александър Павлович със своя щаб се заселва в старата столица Велико Търново. Военачалниът убеждава своя хазяйн, впоследствие и приятел – индустриалеца Христо Малиев през 1921 година да построи нова фабрична сграда на най-старата тъкачна фабрика в града и да организира безплатен стол за работници – такъв какъвто Малиев със свои средства е направил в първите месеци за пристигналите тогава белоемигранти. Малиев обещава и през 1933 година строи фабриката, в която е инвестиран и еврейски капитал. Изпълнява докрай своето обещание – през цялото време на нейното съществуване до деня на национализацията – 28 декември 1947 г. във фабриката е имало безплатен стол за работници. В Брошурата „Историята на Търновския терзийски еснаф“ от П. Д. Крусев, издадена през 1942 г. има данни за това как тази текстилна фабрика е била основана през 1893 г. от най-големия брат Христо К. Малиев както и за участията ѝ със своя продукция в Международни панаири и изложения: през 1903 г. в международния панаир на гр. Лиеж, където е получила бронзов медал и през 1907, когато най-големият брат Христо Малиев изпраща текстилно-промишлена продукция в Лондон и получава златен медал от Лондонското изложение. „Станах редови военен, защото мои кумири бяха героите на Шипка и Плевен. В това число и генерал Скобелев!“ – е споделил по-късно пред Малиев знаменитият бял генерал. „Поверено ми бе възпитанието на младите унтер-офицери и обучението на командирите. Аз съм професионален военен – участвах и в І световна война и смятам, че съм се справил добре – научих всички мои питомци да тачат свято паметта на Родината и да вярват в Отечеството!“ – това са точните думи на генерал Кутепов.
Разказвал е пред Малиеви, че по женска линия родът му е бил известен чрез фамилията Всеволжки – потомствена аристократична фамилия, произхождаща от Волжко-Камска България. А в Пермска и Екатеринбургска губернии ги наричали волжките татари – сиреч чисти българи.
Но мирният живот на Руската армия в България не продължава дълго. Според първия биограф на Кутепов Михаил Критски след Генуезката конференция през 1922 г. правителството на Александър Стамболийски попада под влиянието на болшевиките. В страната плъзват съветски агенти. Българското обществено мнение изкуствено се настройва срещу Врангеловата армия. Българските власти се намесват във вътрешния живот на Руската армия. Не позволяват на руските офицери да носят оръжие. Забранено е влизането на генерал Врангел в България. Накрая са изфабрикувани фалшиви документи, уличаващи Врангел и щаба му в заговор срещу правителството на Стамболийски. През май началник-щабът на Българската армия Топалджиков поканва Кутепов за преговори в София. След като последният пристига обаче, Топалджиков му съобщава, че е арестуван. Генералът поисква да доведат съпругата му Лидия Давидовна и секретаря му. На 15 май 1922 г. тримата са изгонени от страната. Цар Борис Трети изпраща двама свои ординарци да пазят военачалника от всякакви неприятности до границата с Гърция.
През Гърция, Кутепов пристига в Кралството на Сърби, хървати и словенци, където живее до 1924 г. Същата година се установява във Франция. Участва в работата на Руския общовоински съюз или съкратено РОВС, като създава своя организация – Бойната организация на генерал Кутепов, която извършва диверсионна и терористична дейност в СССР – например атентата в Ленинградския партиен клуб през 1927 г. Но съветските спецслужби стартират операциите „Тръст“ и „Синдикат“, успявайки да се внедрят в Бялата емиграция. През 1928 г. след смъртта на барон Врангел Александър Кутепов става председател на Руския общовоински съюз.
На 26 януари 1930 г. изчезва посред бял ден в Париж. През 1989 г. Леонид Млечин публикува информация, според която той е починал от сърдечен удар на борда на съветски параход по пътя от Марсилия за Новоросийск. Възможно е ударът да е бил предизвикан от голямата доза морфин, която са му били при похищението. Павел Судоплатов пише в спомените си, че генералът е бил задържан от трима сътрудници на ОГПУ, дегизирани в полицейски униформи. Оказал се с тях в автомобила, той оказва физическа съпротива и получава рана от нож, след което му бият излишна доза морфин. Умира или от раната, или от дозата. След това е погребан в градина на частен дом, принадлежащ на съветски нелегал в Париж.
Днес в парижкото гробище Сент-Женевиев-де-Буа, в Галиполийския участък е поставен символично празен гроб. Не е известно къде той действително е погребан и дали въобще е погребан. Там, редом с гробовете на офицерите от Бялата гвардия и днес се извисява паметник, на който е написано името на генерал Кутепов. Този паметник е бил поставен през 1936 година и за неговата направа дори и неговият хазяин и приятел от Търново – индустриалецът Христо Малиев също е дал своята лепта.

## Семейство
Александър Павлович Кутепов е женен за Лидия Давидовна Кют. През 1925 г. им се ражда син – Павел. Кутепов младши през 1944 г. в Югославия се присъединява към Червената армия. След това е арестуван от съветските спецслужби, излежава присъдата си във Владимирския централ и впоследствие работи в Отдела за външни отношения на Московската патриаршия. Има двама сина – Алексей и Александър.

## Образ в киното
- Григорий Гай – Операция „Тръст“ (1967)
- Владимир Ферапонтов – „Ходене по мъките“ (1977)
- Станислав Говорухин – „Маршалът на революцията“ (1978)
- Пьотър Щербаков – „Мъгливи брегове“ (1985)
- Константин П. Степанков – „Паролата знаеха само двама“ (1985)